# Al-Taybah
Al-Tayba (tiếng Ả Rập: الطيبة, cũng đánh vần Tayyiba hoặc Tayibah) là một ngôi làng ở miền đông Syria, một phần hành chính của Tỉnh Homs. Nó nằm ở sa mạc Syria, gần sông Euphrates ở phía đông và al-Sukhnah và ngôi làng al-Kawm ở phía tây. Giống như nhiều thị trấn sa mạc khác ở Syria, nó nằm trong ốc đảo ăn xuân. Theo Cục Thống kê Trung ương (CBS), al-Taybah có dân số 2.413 trong cuộc điều tra dân số năm 2004.

## Lịch sử
Al-Taybah là một tên tiếng Ả Rập có nghĩa là "Tốt". Vào đầu thế kỷ 13, nhà địa lý người Syria Yaqut al-Hamawi đã lưu ý al-Taybah là một "ngôi làng ở quận 'Urd, nằm giữa Palmyra và Aleppo." 
Al-Taybah đã được viếng thăm vào năm 1616 bởi nhà thám hiểm người Ý, Pietro Della Valle, người đã lưu ý rằng sự hiện diện của một số "di tích cũ" trong làng. Nhà thờ Hồi giáo được duy trì tốt và dường như trước đây đã từng là một tháp nhà thờ. Khu dân cư bao gồm những túp lều bùn, nhiều trong số đó được gia cố bằng các cột đá cổ.
Ngôi làng đã bị bỏ hoang vào khoảng thế kỷ 18 với những cư dân của nó di cư đến al-Sukhnah gần đó. Khu định cư thời hiện đại được thành lập vào năm 1870 sau khi một trong những hậu duệ của những người di cư từ thế kỷ 17 từ al-Taybah và một cư dân của al-Sukhnah được sự cho phép của thống đốc Sanjak of Zor (Deir ez-Zor). Ông thành lập ngôi làng mới với mười hoặc mười hai gia đình khác. Ottoman đã thiết lập một vị trí hiến binh ở đó sau đó. Năm 1838, al-Taybah được học giả người Anh Eli Smith xếp vào một ngôi làng bị bỏ hoang.
Vào một thời điểm giữa năm 1914 và 1918, trong Thế chiến I khi chính quyền Ottoman ở Syria đang bị thách thức, al-Taybah đã bị đột kích và cướp bóc bởi những người bộ lạc Bedouin từ khu vực, dẫn đến một cuộc di cư thứ hai của cư dân trong làng. Nó đã được tái sử dụng trong thời kỳ Pháp ủy của Pháp đã khôi phục mức độ an ninh ở al-Taybah.
Trong cuộc nội chiến ở Syria, Nhà nước Hồi giáo Iraq và Levant (ISIL) đã chiếm được ngôi làng. Tuy nhiên, vào ngày 20/08/2017, Quân đội đã xông vào khu vực Taybah từ vị trí của họ tại trục Al-Kawm, đẩy họ qua chiến tuyến của ISIL. Không thể duy trì vị trí của mình, ISIL buộc phải rút lui khỏi Taybah, để lại toàn bộ khu vực cho Quân đội nắm quyền kiểm soát sau một trận chiến ngắn.